# ماسانوبو ماتسوفوج
ماسانوبو ماتسوفوج (باليابانية: 松藤 正伸) (27 أبريل 1992 في طوكيو في اليابان – )؛ هو لاعب كرة قدم كان يلعب كمدافع.

## وصلات خارجية
- ماسانوبو ماتسوفوج على موقع رابطة كرة القدم اليابانية للمحترفين (اليابانية)
- ماسانوبو ماتسوفوج على موقع قاعدة بيانات كرة القدم.إي يو (الإنجليزية)
- ماسانوبو ماتسوفوج على موقع Soccerway.com (الإنجليزية)